# Cartier Field
Le Cartier Field est un stade qui était situé à Notre Dame dans l'Indiana aux États-Unis. 

## Histoire
Il a hébergé les matchs de l'équipe de football américain des Fighting Irish de Notre Dame entre 1900 et 1928. À son apogée, il pouvait accueillir environ 30 000 spectateurs. Les tribunes sont démolies en 1928 pour permettre la construction du Notre Dame Stadium lequel est inauguré en 1930. Pendant toute la saison 1929, l'équipe de Notre Dame joue ses matchs « à domicile » hors du campus au Soldier Field de Chicago. Malgré cela, l'équipe gagne ses neuf matchs de saison régulière et remporte le championnat national. À la demande de l'entraîneur principal Knute Rockne, l'herbe du Cartier Field est réimplantée au Notre Dame Stadium.
Même si le football américain quitte le Cartier Field, celui-ci continue à accueillir des équipes de Notre Dame, en particulier les sections de baseball et d'athlétisme pendant encore 30 années. En 1962, le Cartier Field est remplacé par un bâtiment architectural en forme de quadrilatère adjacent à la Memorial Library inaugurée en 1963. Ce nouveau bâtiment est situé à l'est du Notre Dame Stadium. 
Depuis 2008, l'équipe de football américain de Notre Dame s'entraîne à l'air libre au LaBar Football Practice Fields et en indoor  au Meyo Field du Centre Loftus.
Le Cartier Field tire son nom de Warren Antoine Cartier, un ingénieur civil ayant obtenu son graduat en 1887 et ayant joué au sein de l'équipe de football américain de Notre Dame. Après avoir acheté 10 acres (4 ha) de terrain, il en fait donation à l'université pour qu'elle puisse y aménager un terrain de football américain. Il paye ensuite également les frais nécessaires pour l'insertion d'une salle d'escrime dans l’infrastructure du stade, la construction de tribunes en bois et une clôture en bois fermant le complexe.